# Врятувати Тараса Шевченка (Олександр Гаврош)
Врятувати Тараса Шевченка – повість українського письменника Олександра Гавроша, опублікована видавництвом «Фоліо» у 2020 році та є продовженням повісті «Музей пригод», виданої у 2018 році.

## Історія створення
До біографі Шевченка Олександр Гаврош звернувся у 2012 році, коли написав кіносценарій на конкурс «Шевченко 200». Відтоді пише декілька творів з цієї теми: п’єсу «Врятувати рядового Т.» (2014), роман «Донос» (2019) та повість «Врятувати Тараса Шевченка» (2020).
Як зазначив автор, книгою «Врятувати Тараса Шевченка» він мав на меті показати життя Кобзаря сучасним дітям за допомогою саме нестандартного погляду.

## Персонажі
Роман Лук’янович Попадинець – директор Музею раритетів;
Ясь – син Попадинця;
Яна Приймак – хранителька музейних фондів;
Тарас Шевченко – український поет, письменник;
Олександр Афанасьєв – Чужбинський – український письменник, етнограф, друг Тараса Шевченка;
Микола Еварестович Писарєв – голова таємної канцелярії Київського генерал - губернатора.

## Сюжет
Події повісті розгортаються у двох часових вимірах – першій чверті ХХІ століття та 5 квітня 1847 року.
Одного дня, під час відвідування Музею Шевченка, Роман Попадинець побачив серед експонатів знайоме крісло-гойдалку, за допомогою якого рік тому потрапив у XVII століття. Але після пригоди крісло через пошкодження віддали на реставрацію та його подальша доля була невідома. Тому знайшовши його, Р. Попадинець вирішує відправитись у 5 квітня 1847 року та запобігти арешту Тараса Шевченка, якого мали затримати в цей день.
Попадинцю вдається потрапити у минуле. Він опиняється у будинку, в якому мешкав Тарас Шевченко, але з’ясовується, що його немає вже кілька місяців. Попадинець знайомиться із другом Тараса Шевченка, Олександром Афанасьєвим, та намагається переконати його допомогти врятувати поета. Разом вони їдуть до переправи через Дніпро біля Боричевого узвозу, куди, за інформацією Попадинця повинен приїхати Шевченко. 
Під час спроби відволікти увагу жандармів, Попадинець попадає до тюрми, а Афанасьєв повертається додому. У тюрмі Попадинця, як особу, підозрювану у причетності до Кирило-Мефодіївського товариства, допитує голова таємної канцелярії генерал-губернатора Микола Писарєв. Але Попадинцю вдається звільнитися. Проте йому стає відомим про арешт Шевченка.
В цей час, у ХХІ столітті Попадинця розшукують його син Ясь та колега Яна Приймак. За допомогою записів їм вдається з’ясувати ймовірну мету Романа Лук’яновича. Йдучи шляхом батька, Ясь також бачить у Музеї Шевченка крісло-гойдалку, за допомогою якого можна подорожувати у часі. Він повідомляє про це Яні та відправляється за батьком. Невдовзі у минуле потрапляє також і Яна. Опинившись у Києві ХІХ століття, вони зустрічають Попадинця, який планує звільнити Шевченка з тюрми. 
За допомогою Афанасьєва їм вдається підкупити охорону, але Шевченко відмовляється втікати та мандрівники повертаються у свій час.

## Сприйняття
За відгуком доктора історичних наук, письменника Сергія Федаки, «Нова книжка Олександра Гавроша демонструє нестандартний підхід до однієї з найскладніших постатей української історії. Автор підійшов до цього з традиційним зухвальством і дивовижним безстрашшям, ризикнув, і, схоже, що виграв».

## Відзнаки
У 2024 році книга «Врятувати Тараса Шевченка» увійшла до Почесного списку Міжнародної ради з книг для молоді (IBBY).